# Британско-эстонские отношения
Британско-эстонские отношения — внешние отношения между Эстонией и Великобританией. Обе страны являются полноправными членами Совета Европы и НАТО.

## История

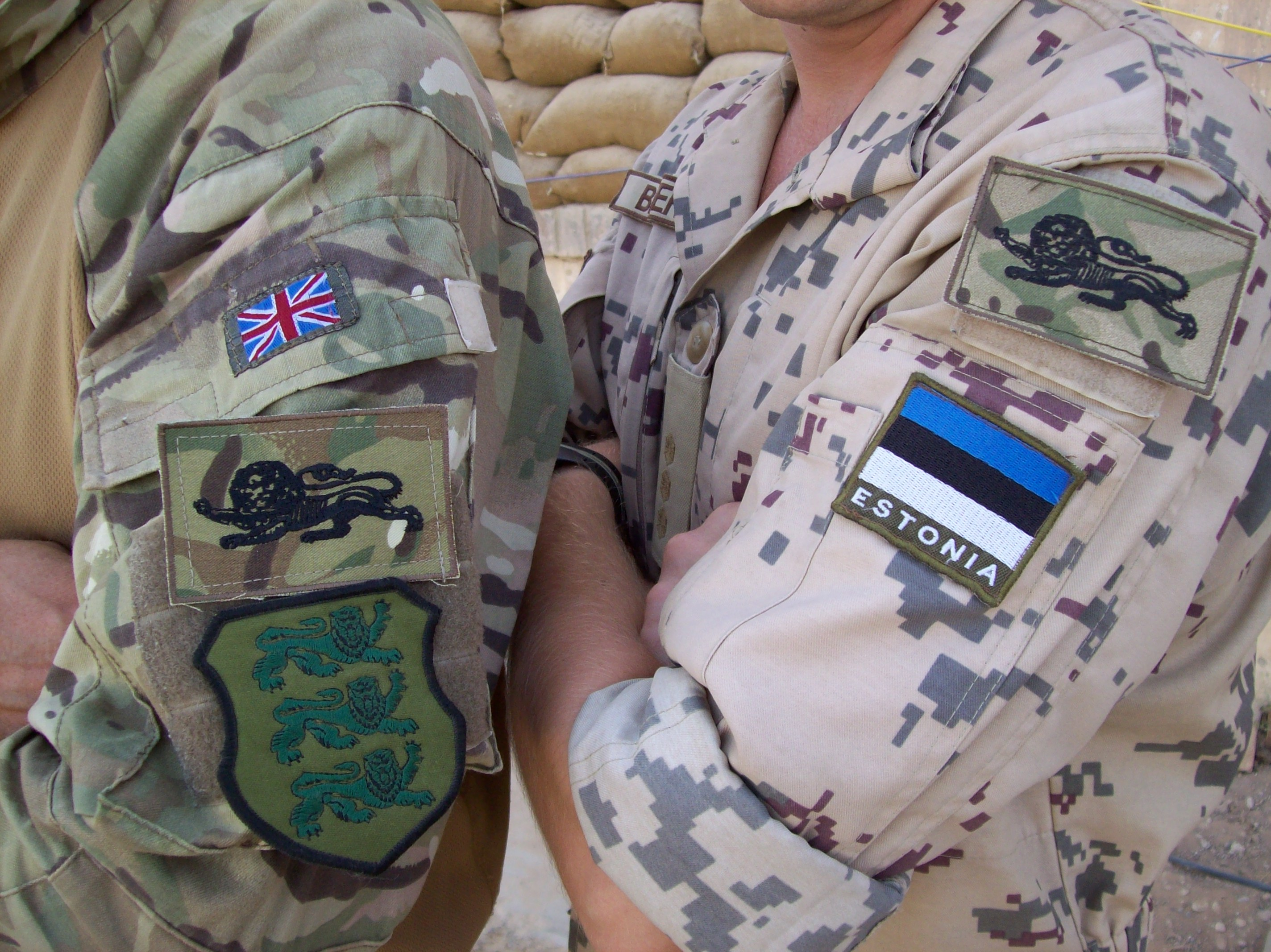
Британские и эстонские военнослужащие в Афганистане.

### Досоветские отношения
Отношения между Великобританией и Эстонией зародились во время Войны за независимость Эстонии 1918 года, когда Великобритания направила отряд Королевского флота во главе с адмиралом Э.А. Синклером для защиты берегов Эстонии от России. Британские моряки, отдавшие свои жизни за Эстонию, были похоронены на Военном кладбище Таллина.
До присоединения Прибалтики к СССР в 1940 году отношения между Великобританией и Эстонией были близкими. Великобритания была основным рынком для эстонской продукции, более 30% экспорта Эстонии приходилось на Великобританию. Соединенное Королевство не признавало и до сих пор не признаёт вхождение Эстонии в состав СССР с 1940 по 1991 гг..

### Постсоветские отношения
Великобритания признала восстановление независимости Эстонии 27 августа 1991 года. Дипломатические отношения между двумя странами были восстановлены 5 сентября 1991 года, в том же году в Таллине открылось посольство Великобритании. У Эстонии тесные отношения с Великобританией. Она оказала политическую и практическую поддержку усилиям Эстонии по вступлению в ЕС и НАТО.
И Эстония, и Великобритания внесли свой вклад в миссию НАТО в Афганистане.
В октябре 2016 года было объявлено, что 800 британских военнослужащих будут размещены на базе Тапа в Эстонии.

## Культурные отношения
Британский совет имеет представительство в Таллине. Существует активная программа поддержки преподавания английского языка, культурного обмена и стипендий для эстонских студентов для обучения в Великобритании.

### Миграция
Приблизительно 10 000-15 000 граждан Эстонии проживают в Великобритании, из них около 3 000-5 000 — в Лондоне. Наиболее активные сообщества находятся в Лондоне, Брэдфорде и Лестере. Всего в Великобритании существует 13 эстонских обществ, самым старым из которых является Лондонское эстонское общество, основанное в 1921 году.

### Туризм
Репутация Таллинна и Эстонии как туристического направления в Великобритании за последние несколько лет выросла. Вступление Эстонии в ЕС в 2004 году дало значительный импульс взаимным поездкам — в этом году на 30%, а в следующем (2005) Эстония приняла на 60% больше (62,3 тысячи) британских туристов, чем в предыдущие годы. В 2012 году объектами размещения в Эстонии воспользовались около 55 тысяч британских туристов. Таллинн также стал одним из самых популярных направлений среди круизных портов Балтии. В 2012 году Эстонию посетило более 75 000 британских круизных туристов.
Сообщения о чрезмерном употреблении алкоголя британскими туристами в Таллине получили широкое освещение в британских СМИ.